# Peel Engineering Company

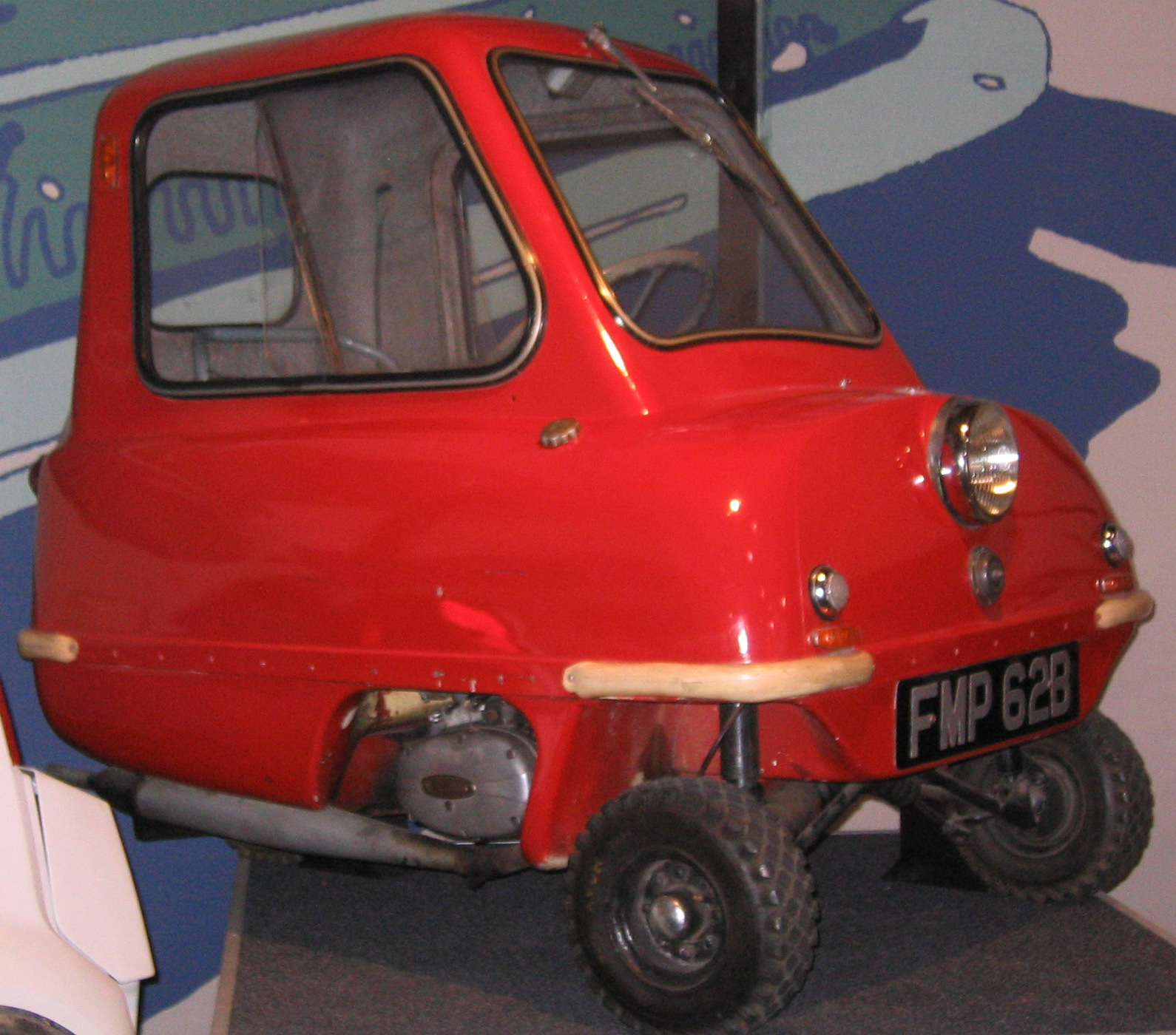
Peel P50

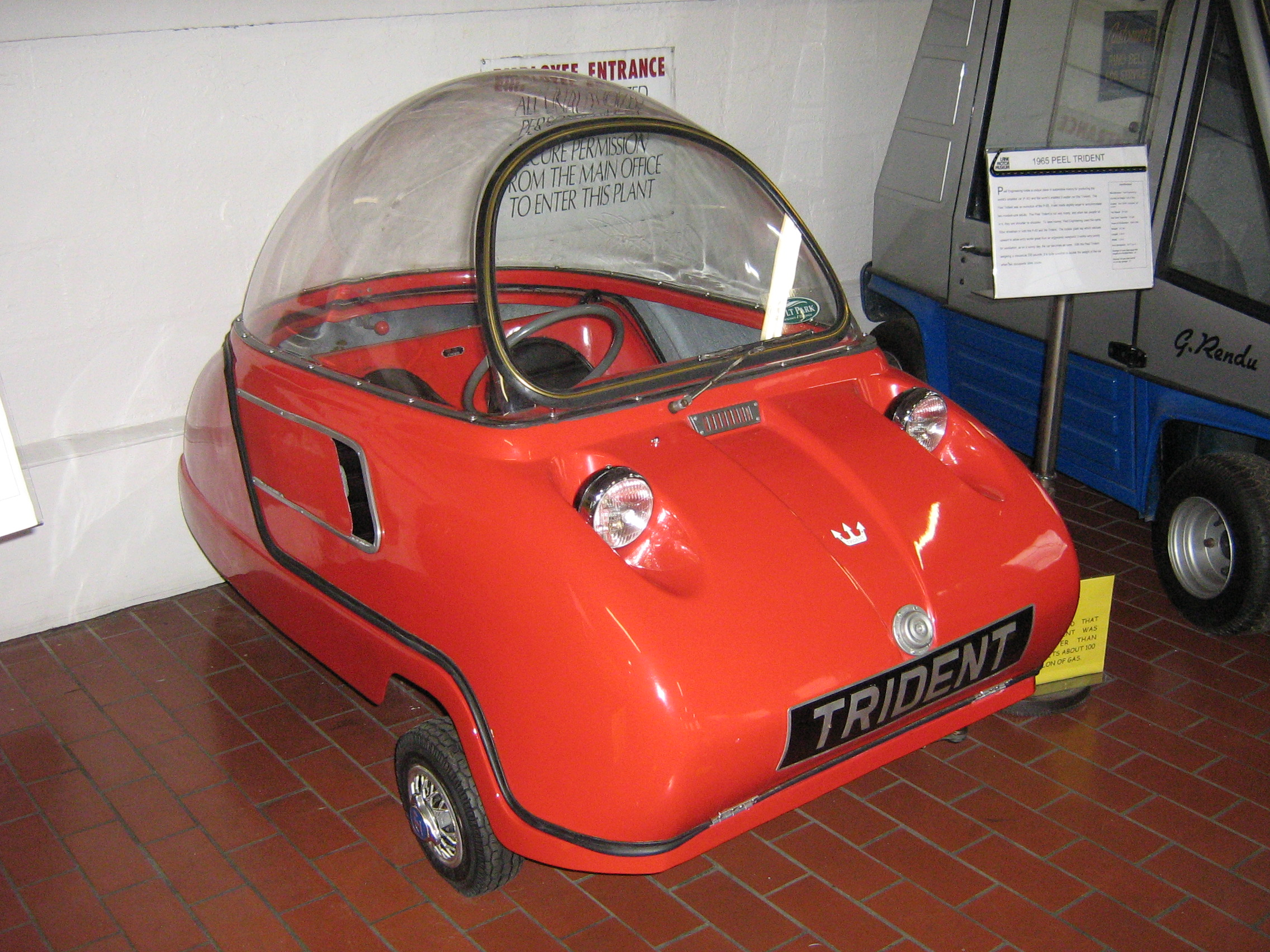
Peel Trident

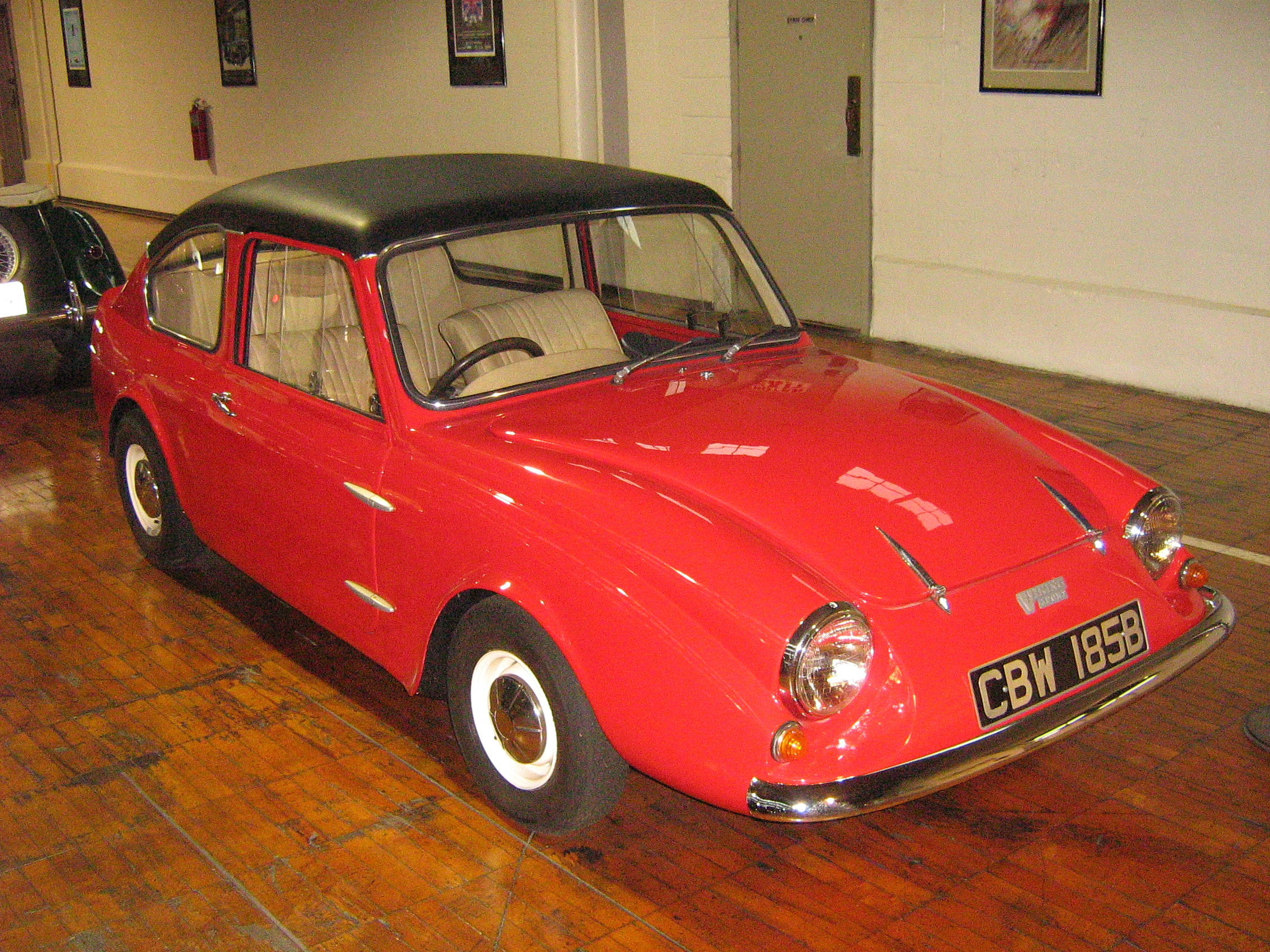
Peel Viking

Die Peel Engineering Limited, vorher Peel Engineering Company, war ein Bootsbauer und Autohersteller im Fischerdorf Peel auf der Isle of Man.
Bekannt ist das Unternehmen für seine Mikro-Autos wie den Peel Manxcar, Peel P50, Peel Trident sowie den Peel Viking Sport, die in den 1960er Jahren hergestellt wurden.

## Unternehmensgeschichte
Cyril Cannell gründete Ende der 1940er Jahre das Unternehmen Peel Engineering Company in Peel. Zunächst stellte er vor allem GFK-Verkleidungen für Motorräder und Autos her. 1955 baute er das erste Miniauto. Am 31. Dezember 1964 erfolgte die Umbenennung in Peel Engineering Limited. Eine andere Quelle nennt den 8. Januar 1965 als Auflösedatum des ursprünglichen Unternehmens. Direktoren waren Cyril Cannell und George Henry Kissack. 1966 stellte Peel die Produktion von Autos ein, konzentrierte sich wieder auf Motorrad-Verkleidungen und – unter dem Namen West Marine Ltd. – auf den Bau von Fiberglas-Booten, vor allem auf kleine Fischerboote mit Außenbordmotor wie den Peel Inshoreman 18. Nach dem Tod von George Henry Kissack am 16. März 1972 wurde seine Witwe Eileen May Kissack am 3. November 1972 Direktorin. Sie trat am 25. November 1973 vom Posten zurück und wurde am 30. November 1973 durch Alice Victoria Maud Cannell ersetzt. Am 10. Mai 1974 beschlossen die Eigentümer die Auflösung des Unternehmens, die daraufhin am 29. August 1974 durchgeführt wurde.
Eine andere Quelle bestätigt den 29. August 1974 als Auflösedatum.

## Fahrzeuge
Das erste Fahrzeug war der 2+2-sitzige Prototyp Peel Manxcar. 1962 folgte der Einsitzer P50, 1965 der etwas größere Trident mit zwei Sitzplätzen. Der 183 Zentimeter lange, dreirädrige Trident wurde von einem gebläsegekühlten 50-cm³-DKW-Motor über ein Dreiganggetriebe angetrieben. Alternativ war der Wagen auch mit herausnehmbarem Einkaufskorb an Stelle des Beifahrersitzes zu haben, durfte so schon mit 16 Jahren gefahren werden. Auf Basis des Mini entstand zudem 1966 der Peel Viking Sport – von ihm wurden 25 Exemplare gebaut.
Ein P50 Baujahr 1963 aus der Sammlung RRR – Roller, Rollermobile und Raritäten aus dem RRRollipop-Museum in Eggenburg, NÖ wurde am 10. Juli 2020 um 85.100 € vom Dorotheum in Wien versteigert. Ebenso ein Trident um 66.700 €.

## Weitere Nutzung des Namens Peel sowie Nachbauten
Im August 2010 wurde bekannt, dass mit Gary Hillman und Faizal Khan von der 2008 gegründeten Peel Engineering aus Sidcup zwei britische Unternehmer den P50 wieder fast original nachbauen. Statt des damals verwendeten 45-cm³-Benziners übernimmt nunmehr ein Elektromotor den Antrieb des einzelnen Hinterrades. Auch über einen Rückwärtsgang soll die nur 50 Stück betragende Neuauflage verfügen. Der Einzelpreis des Autos soll rund 15.300 Euro betragen.
Arthur Alan Evans stellte in seinem von 2011 bis 2021 existenten Unternehmen Bambycars in Gainsborough Nachbildungen des Peel P50 her.